# 늘린 삼각뿔
기하학에서 늘린 삼각뿔은 존슨의 다면체 중 하나이다(J7). 이름이 보여주듯, 이것은 정사면체의 밑면에 삼각기둥을 붙여 늘려서 만들 수 있다. 여느 늘린 각뿔과 마찬가지로, 나타나는 다면체는 위상적으로(기하학적으로는 아니지만) 자기쌍대이다.
존슨의 다면체는 정다각형 면을 가지지만 고른 다면체는 아닌 엄격히 볼록인 다면체 92개이다(즉, 플라톤 다면체, 아르키메데스의 다면체, 각기둥, 또는 엇각기둥이 아니다). 이것은 1966년에 이 다면체를 처음으로 나열한 노만 존슨의 이름을 따왔다.

## 공식
다음의 부피와 표면적에 관한 공식은 모든 면이 변의 길이가 a인 정다각형일 때 쓸 수 있다:
{\displaystyle V=({\frac {1}{12}}({\sqrt {2}}+3{\sqrt {3}}))a^{3}\approx 0.550864...a^{3}}
{\displaystyle A=(3+{\sqrt {3}})a^{2}\approx 4.73205...a^{2}}
모서리의 길이가 같지 않으면, 정사면체와 삼각기둥의 공식을 따로 사용하고 더하면 된다.

### 쌍대다면체
위상적으로, 늘린 삼각뿔은 그 쌍대다면체가 자기자신이다. 기하학적으로, 쌍대다면체는 불균일한 면 일곱개가 있다: 정삼각형 하나, 이등변삼각형 셋과 등변사다리꼴 셋이다.
| 늘린 삼각뿔의 쌍대 | 쌍대다면체의 전개도 |
| ------------------ | ------------------- |
|                    |                     |

## 관련 다면체와 벌집
늘린 삼각뿔은 사각뿔과/또는 정팔면체와 같이 공간 테셀레이션을 만들 수 있다.